# Râul Valea Crișului, Olt
Râul Valea Crișului este un curs de apă, afluent al râului Olt. Râul se formează la confluența a două brațe Pârâul Mare și Pârâul Mijlociu

## Hărți
- Harta județului Covasna
- Harta Munții Bodoc-Baraolt  Arhivat în 29 ianuarie 2014, la Wayback Machine.